# Йон Рохауге Руд
Йон Рохауге Руд (дан. Jon Raahauge Rud, 11 лютого 1986) — данський плавець.
Учасник Олімпійських Ігор 2008 року.